# 二蒄
二蒄（Dicoronylene）是一种含有15个苯环的多环芳香烃，化学式C
48H
20。其系统命名为苯并[10,11]菲并[2',3',4',5',6':4,5,6,7]䓛并[1,2,3-bc]蒄，或苯并[1,2,3-bc:4,5,6-b'c']二蒄。二蒄在250℃至300℃的高真空（0.001 torr）下升华。

## 存在
二蒄首先发现于煤的气化中的固体残余物。这种残留物含有大量的蒄和卵苯。经过提取分离和提取，仍然存在难溶于有机溶剂的带红色的残余物。元素分析表明它可能是蒄稠合的二聚物。
之后发现在石油催化加氢裂化的副产物中发现了二蒄。据估计，每年石油催化加氢裂化副产物中有几百吨二蒄，使其成为生产量最多的大型多环芳香烃。副产物中还有比率1％至20％的卵苯，18环的蒄卵苯，以及21环的二卵苯。

## 性质
由于分子很大且来源不广泛，二蒄的化学性质鲜有研究。二蒄能作为双烯体与马来酸酐发生D-A反应，在连接两个蒄结构的桥环的一侧或两侧加成，形成新的六元环。加热脱羧得到16至17个环的多环芳烃。
石油催化裂化中二蒄等多环芳烃的生成是一个严重的问题，这些副产物的聚集会堵塞管道，导致必须停机清除。
二蒄不溶于一般有机溶剂，中度溶于1,2,4-三氯苯，溶液在紫外线下发黄绿色荧光。与蒄不同，有对称的荧光激发和发射光谱。

## 相关研究
通过星云的发射光谱研究星际多环芳烃，二蒄是其中一种典型的星际分子。二蒄分子的大尺寸和平整度也显示出其作为色谱分离材料的潜在应用价值。